# New Norway
New Norway is een plaats (village) in de Canadese provincie Alberta en telt 323 inwoners (2006).